# Tim Rice
Sir Timothy Miles Bindon Rice (Amersham, 10 november 1944) is een Brits songwriter. Hij is met name bekend door het schrijven van liedteksten voor films en musicals. Hij heeft onder andere samen met Andrew Lloyd Webber de musicals Evita en Jesus Christ Superstar geschreven en met Elton John de muziek van The Lion King.

## Theater
Tim Rice begon met het schrijven van teksten in 1965. Zijn eerste nummer was That’s My Story. Het werd opgenomen door de rockgroep The Nightshifts, waarvan de carrière nooit verder is ontplooid. Datzelfde jaar ontmoette hij Andrew Lloyd Webber, wiens ambities meer bij theater lagen dan bij rock of pop. Ze gingen samenwerken en schreven tussen 1965 en 1978 vier musicals. De eerste musical, The Likes of Us (1965), is voor het eerst in 2005 opgevoerd en werd 40 jaar na het schrijven van de tekst beschikbaar op cd. De andere drie musicals, Joseph and the Amazing Technicolor Dreamcoat (1968), Jesus Christ Superstar (1969-1971) en Evita (1976-1978) zijn grotere successen geworden. Tim Rice en Andrew Lloyd Webber waren er zeker van dat ze hun eigen succes nooit meer zouden overtreffen, met als gevolg dat daar hun wegen scheidden.
Rice schreef vervolgens Blondel (1983), een mediaramp, met Stephan Olivier. Het stond een jaar in Londen, maar ergens anders heeft deze productie nooit lang gestaan. Hierna schreef hij in 1984 Chess met ABBA-sterren Björn Ulvaeus en Benny Andersson, die in Londen heel goed liep, maar op Broadway in 1988 flopte. De New York Times was bijzonder krachtig in zijn afkeuring. In 1989 vertaalde hij de beroemde Franse musical Starmania van Michel Berger en Luc Plamondon in het Engels, wat resulteerde in een hitalbum in Frankrijk.

## Disney
In de jaren 90 werkte Tim voornamelijk samen met Disney Theatrical Productions, als opvolger van de overleden tekstschrijver Howard Ashman. Daar droeg hij bij aan de liedteksten van de films Aladdin (muziek van Alan Menken) en The Lion King (muziek van Elton John en Hans Zimmer). Ook werkte hij mee aan de musicals Beauty and the Beast (Alan Menken), The Lion King en Aida (beide van Elton John). Naast het werken voor Disney schreef hij de woorden voor Cliff Richards Heathcliff (muziek van John Farrar) die in het Verenigd Koninkrijk in 1995 en 1996 rondtoerde.
Op dit moment herschrijft Tim Rice een theatermusical, die hij eerder schreef met Alan Menken. Daarnaast werkt hij aan een nieuwe versie voor zowel toneel als op scherm van Chess.

## Prijzen
Rice won een Tony Award voor Beste Musical Album met Aida en twee Tony Awards voor het boek en de liedteksten van Evita. Sir Tim Rice is geridderd en won drie Oscars. Op 20 november 2008 kreeg hij een ster op de beroemde Hollywood Walk of Fame.

## Theaterproducties
- 1966: The Likes of Us - muziek van Andrew Lloyd Webber. Geproduceerd in 2005
- 1968: Joseph and the Amazing Technicolor Dreamcoat - muziek van Andrew Lloyd Webber.
- 1971: Jesus Christ Superstar - muziek van Andrew Lloyd Webber.
- 1978: Evita - muziek van Andrew Lloyd Webber.
- 1983: Blondel - muziek van Stephen Oliver. Opnieuw geproduceerd in 2006.
- 1984: Chess - muziek van Benny Andersson en Björn Ulvaeus.
- 1986: Cricket - muziek van Andrew Lloyd Webber. Ter gelegenheid van de 60e verjaardag van koningin Elizabeth II.
- 1992: Tycoon - muziek van Michel Berger. Origineel: Starmania van Luc Plamondon.
- 1994: Beauty and the Beast - muziek van Alan Menken. Extra liedteksten als bijdrage aan de teksten van Howard Ashman.
- 1994: The Lion King - muziek van Elton John en Hans Zimmer.
- 1996: Heathcliff - muziek van John Farrar.
- 1997: King David - muziek van Menken.
- 2000: Aida - muziek van Elton John.
- 2002: Little Boys in my Pants - muziek van Andrew Lloyd Webber

## Film en televisie
- 1983: Octopussy (film) - tekst titelsong All Time High, gezongen door Rita Coolidge, behorend bij de James Bondfilm Octopussy
- 1992: Aladdin - muziek van Alan Menken. Completeerde het werk door Howard Ashman begonnen.
- 2000: The Road to El Dorado - muziek van Elton John en Hans Zimmer.